# Judith van Bretagne
Judith van Bretagne (982 - 1017) was de dochter van Conan I van Bretagne en de moeder van Robert de Duivel.
Ze was de eerste echtgenote van Richard de Goede, hertog van Normandië, met wie ze in 996 trouwde. Het echtpaar kreeg zes kinderen:
- Richard III van Normandië (ca. 1002/4), hertog van Normandië
- Adelheid (ca. 1003/5), gehuwd met Reinoud I van Bourgondië
- Robert (ca. 1005/7), hertog van Normandië
- Willem (ca. 1007/9), monnik te Fécamp, overleden 1025
- Eleanora (ca. 1011/3), gehuwd met Boudewijn IV van Vlaanderen
- Mathilde (ca. 1013/5), non in Fécamp, gestorven 1033

Hertogin Judith overleed in 1017 en werd begraven in de abdij van Bernay, die door haar werd gesticht.